# 里弗賽德鎮區 (堪薩斯州塞奇威克縣)
里弗賽德鎮區（英語：Riverside Township）為美國堪薩斯州塞奇威克縣轄下的鎮區。2010年美国人口普查中此鎮區人口有13,615人。

## 地理
里弗賽德鎮區涵蓋總面積為39.8平方（15.36平方英里），其中陸地面積為38.8平方（14.98平方英里），水域面積為0.98平方（0.38平方英里）或2.47%。海拔高度386（1,266英尺）。

## 人口統計
根據2010年美國人口普查，里弗賽德鎮區人口有13,615人，其中男性有6,686人，女性有6,929人，人口密度為每平方公里342.34人，住房計5,160戶。鎮區內的白人有11,425人，非裔美國人有284人，美洲原住民有258人，亞裔美國人有620人，太平洋島裔美國人有14人，其他種族有496人，混血種族則有518人。此外鎮區內有1,420人為西班牙裔或拉丁裔美國人。此鎮區之年齡中位數為33.3歲，而男性年齡中位數為32.7歲，女性年齡中位數為33.9歲。

## 交通

### 主要公路
- 35號州際公路
- 81號美國國道
- 15號堪薩斯州州道